# مپونلا
مپونلا (به لاتین: Mponela) یک شهر در مالاوی است که در منطقه مرکزی مالاوی واقع شده‌است.

## خصوصیات
مپونلا ۱۳٬۶۷۰ نفر جمعیت دارد.